# Port lotniczy Jasudż
Port lotniczy Jasudż (IATA: YES, ICAO: OISY) – port lotniczy położony 6 km na północny zachód od stolicy ostanu Kohgiluje wa Bujerahmad, miasta Jasudż w południowo-zachodnim Iranie w górach Zagros. 